# フロリダ州経済開発局日本事務所
フロリダ州経済開発局日本事務所（英語: Enterprise Florida Inc., Japan Office、略称: EFI Japan）は、アメリカ合衆国のフロリダ州が日本の首都東京に設置している貿易事務所で、投資誘致や貿易推進を主な目的とする。
フロリダ州は全米でも屈指の州であり、人口は約2100万で全米3位、州内総生産（GSP）は約1兆ドルで全米4位を誇る。2018年時点で日本企業の進出は200社以上、現地拠点は500以上で、約2万5000人を雇用している。

## 所在地
〒106-0032　東京都港区六本木5-18-23 INACビル4階 フェネトル・パートナーズ内
※かつては梅田の大阪駅前第2ビル11階に大阪事務所を構えていた。

## 代表
| 代 | 氏名（日本語） | 氏名（英語）    | 着任         | 退任           | 備考  |
| -- | -------------- | --------------- | ------------ | -------------- | ----- |
|    | サム田渕       | Sam Tabuchi     | 2003年       | 2019年12月31日 | [ 6 ] |
|    | 藤本和三       | Kazumi Fujimoto | 2020年1月1日 | （現職）       | [ 7 ] |